# Аеродинамічна труба Модан
Аеродинамічна труба Модан – споруда у дослідницькому центрі, розташованому на південному сході Франції в муніципалітеті Модан. Належить Національному офісу аерокосмічних досліджень (Office National d’Etudes et de Recherches Aerospatiales, ONERA). Особливістю споруди є використання водяних турбін як джерела енергії.
Центр знаходиться на південному сході Франції в долині Maurienne, яка розділяє Грайські та Котські Альпи. Через неї протікає річка Арк (ліва притока Ізеру, який в свою чергу є лівою притокою Рони). Будівництво аеродинамічної труби завершили у 1950-му, після чого ще два роки тривали налагоджувальні роботи. Потім об’єкт відіграв важливу роль у розвитку французької авіації, зокрема, створенні реактивних бойових літаків. У 1955 році в трубі досягли режиму із перевищенням швидкості звуку.
Продувка моделей відбувається в тунелі довжиною 390 метрів, який має діаметр від 24 до 8 метрів. Нагнітання сюди повітря здійснюють два вентилятори діаметром 15 метрів, які приводяться в дію турбінами потужністю по 50 тис кінських сил (37 МВт).
Вони працюють на ресурсі, що подається із водосховища Plan d'Aval. Останнє створене на одній із правих приток Арку Saint Benoit з першочерговою метою забезпечення роботи ГЕС Оссуа/Комб д'Авріє. Між водосховищем та дослідним центром наявний перепад висот у 850 метрів, що пояснює вибір як двигуна турбін типу Пелтон. Під час роботи аеродинамічної труби турбіни використовують 15 м³ води за секунду, всього ж за рік центр споживає 10 млн м³.